# Sparasion lepidum
Sparasion lepidum is een vliesvleugelig insect uit de familie van de Scelionidae. De wetenschappelijke naam van de soort is voor het eerst geldig gepubliceerd in 1856 door Foerster.